# Cueta punctatissima
Cueta punctatissima is een insect uit de familie van de mierenleeuwen (Myrmeleontidae), die tot de orde netvleugeligen (Neuroptera) behoort. 
Cueta punctatissima is voor het eerst wetenschappelijk beschreven door Gerstäcker in 1894.